# 마이클티 윌리엄슨
마이클티 윌리엄슨(Mykelti Williamson, 1957년 3월 4일 ~ )은 미국의 배우이다.

## 출연 작품

### 영화
- 프리 윌리 (1993)
  - 프리 윌리 2 (1995)
- 포레스트 검프 (1994)
- 히트 (1995)
- 사랑을 기다리며 (1995)
- 12명의 성난 사람들 (1997)
- 콘 에어 (1997)
- 스피시즈 2 (1998)
- 쓰리 킹즈 (1999)
- 알리 (2001)
- Fatwa (2006)
- 럭키 넘버 슬레븐 (2006) - 슬로 역
- 캐스케이드의 청춘 스케치 (2006, ATL) - 엉클 조지 역
- 어거스트 러쉬 (2007)
- 파이널 데스티네이션 4 (2009)
- 블랙 다이너마이트 (2009)
- 더 퍼지: 일렉션 이어 (2016)
- 펜스 (2016)

### 텔레비전
- 키드냅 (2006-07)
- 24 (2010)
- 저스티파이드 (2012-15)